# 중혼
중혼(重婚, Bigamy)은 이미 혼인되어 있는 사람이 다시 다른 배우자와 법률상의 혼인을 하는 것을 말한다. 많은 현대국가에서 중혼은 금지되고 있다.

## 대한민국의 중혼
중혼이란 법률상의 혼인이 이중으로 성립하는 것을 말하므로, 혼인한 사람이 다른 사람과 사실상 혼인관계를 맺거나 또는 사실혼 관계에 있는 사람이 다른 사람과 혼인신고를 하는 것은 혼인 신고가 이중으로 존재할 여지가 없으므로 중혼이 아니다. 민법은 일부일처제를 기본원리로 삼고 있기 때문에 배우자 있는 사람은 중복해서 혼인할 수 없으며. 혼인신고도 수리될 수 없다.
혼인신고서가 제출되면 담당 공무원이 이를 심사하고 수리하기 때문에, 일반적으로는 거의 일어날 수가 없으나 다만 그들의 실수로 일어나게 된다. 그리고 이혼한 후에 재혼을 했을 때, 그 이혼이 무효 또는 취소된 경우 및 남편이 전사했다는 통보를 받은 처가 재혼을 한 후에 전남편이 살아온 때 등 극히 예외적인 경우에만 나타난다. 또한 실종선고가 있는 경우, 가령 선고가 취소되더라도 선의로 재혼한 경우에는 영향을 미치지 않아 전의 혼인이 부활할 수 없으므로 중혼이 생길 수 있는 경우란 극히 드물다.

### 조문
제810조 (중혼의 금지) 배우자 있는 자는 다시 혼인하지 못한다.

### 판례
- 중혼의 취소청구권자로 직계존속과 4촌 이내의 방계혈족을 규정하면서도 직계비속을 제외하는 민법 규정에 대한 평등원칙 위반 여부는 자의금지 원칙 위반 여부의 심사로 족하다.[2]

- 배우자 있는 자가 타인과 혼인하기 위하여 이름을 바꿔 새로이 취적함으로써 이중호적을 만들어 그 호적에 타인과의 혼인신고를 마쳤다면 위 타인과의 혼인은 중혼임이 명백하며 동인이 배우자와 혼인신고만 하였을 뿐 실제 동거한 일이 없다 하더라도 그 결론에는 지장이 없다.[3]

- 혼인이 일단 성립되면 그것이 위법한 중혼이라 하더라도 당연히 무효가 되는 것은 아니고 법원의 판결에 의하여 취소될 때에 비로소 그 효력이 소멸될 뿐이므로 아직 그 혼인취소의 확정판결이 없는 한 법률상의 부부라 할 것이어서 재판상 이혼의 청구도 가능하다.[4]

- 중혼성립 후 10여 년 동안 혼인취소청구권을 행사하지 아니하였다 하여 권리가 소멸되었다고 할 수 없으나 그 행사가 권리남용에 해당한다.[5]

- 을녀가 실제로는 혼인생활을 계속할 의사가 없다든가, 위 이혼심판을 믿고 혼인한 선의의 제3자인 병녀나 그 자녀들의 이익이 크게 침해된다는 등의 사유만으로는 중혼의 취소를 구하는 심판청구가 권리남용이라고 할 수 없다[6]

- 갑이 을을 상대로 한 이혼심판청구사건의 승소확정심판에 따라 이혼신고를 마치고 병과 다시 혼인신고를 마쳤으나 을의 재심청구에 따라 위 이혼심판 청구를 기각하는 재심심판이 선고되고 그 심판이 확정되었다면 위 갑, 병간의 혼인은 중혼에 해당되어 취소사유가 된다[7]

- 중혼이 아직 취소되지 않은 상태에서 중혼을 한 자가 사망하게 되면 전혼배우자와 후혼배우자 모두 상속권이 인정되며, 중혼자 역시 양 배우자에 대하여 상속권이 인정된다[8]

- 중혼자가 사망한 후에라도 그 사망에 의하여 중혼으로 인하여 형성된 신분관계가 소멸하는 것은 아니므로 전혼의 배우자는 생존한 중혼의 일방 당사자를 상대로 중혼의 취소를 구할 이익이 인정된다[9]

## 같이 보기
- 단혼
- 복혼